# Atto di notorietà
Un atto di notorietà (o atto notorio) è l'atto, pubblico, con il quale una persona (deponente) rende una dichiarazione, in presenza di più testimoni o di altri deponenti, attorno a uno o più fatti giuridici notoriamente conosciuti da tali persone (ed eventualmente da una cerchia più vasta).

## Descrizione
In quanto atto pubblico, l'atto di notorietà fa prova legale sulla provenienza dai deponenti e su quanto fatto o dichiarato davanti al funzionario pubblico o al privato esercente una funzione pubblica (come il notaio) che lo riceve. Non fa, invece, prova legale circa i contenuti delle dichiarazioni. In altre parole, non fa prova legale dell'esistenza di fatti giuridici ma solo della loro notorietà.
Tuttavia il valore probatorio dell'atto di notorietà rispetto al giudizio civile (laddove in esso figurino come "deponenti" soggetti che non sono parte in causa) è quello di una dichiarazione scritta del terzo insinuata in atti di causa. In effetti la dichiarazione scritta del terzo insinuata in atti di causa, secondo una giurisprudenza civile sempre più consolidata e sempre più aperta alle "prove atipiche", è dotata di valore "indiziario". Non ha invece alcun valore probatorio nel processo civile, nemmeno indiziario, la "dichiarazione sostitutiva di atto di notorietà" proveniente da una delle parti in causa e che attesti fatti a costei favorevoli.
L'atto di notorietà è conosciuto da vari ordinamenti di civil law: Italia, Francia, Spagna, ecc. Nei paesi di common law una funzione simile è svolta dall'affidavit.

## Nel mondo

### Italia
Nell'ordinamento italiano l'atto di notorietà di norma può essere ricevuto dal cancelliere (art. 5 del R.D. 9 ottobre 1922, n. 1366) o dal notaio (art. 1, n. 2, della legge 16 febbraio 1913, n. 89) in presenza di almeno due testimoni; in alcuni casi, però, può essere ricevuto solo dal presidente del tribunale o, per delega di questo, dal cancelliere. L'art. 7 del D.P.R. 2 agosto 1957, n. 678 aveva previsto la possibilità di rendere una dichiarazione sostitutiva anche dinanzi al segretario comunale o al funzionario competente a ricevere la documentazione, ogniqualvolta fosse richiesta la presentazione di un atto di notorietà a un organo della pubblica amministrazione italiana. Un'ulteriore agevolazione è stata introdotta dall'art. 4 della legge 4 gennaio 1968, n. 15, che ha previsto la possibilità di sostituirlo, negli stessi casi, con una dichiarazione sostitutiva dell'atto di notorietà.
Questa possibilità è stata in seguito ampliata ed è ora sancita dall'art. 47 del DPR 28 dicembre 2000, n. 445 poiché in base a tale norma si stabilisce che:
- l'atto di notorietà concernente stati, qualità personali o fatti che siano a diretta conoscenza dell'interessato è sostituito da dichiarazione resa e sottoscritta dal medesimo con la osservanza delle modalità di cui all'articolo 38;
- la dichiarazione resa nell'interesse proprio del dichiarante può riguardare anche stati, qualità personali e fatti relativi ad altri soggetti di cui egli abbia diretta conoscenza;
- fatte salve le eccezioni espressamente previste per legge, nei rapporti con la pubblica amministrazione e con i concessionari di pubblici servizi, tutti gli stati, le qualità personali e i fatti non espressamente indicati nell'articolo 46 sono comprovati dall'interessato mediante la dichiarazione sostitutiva di atto di notorietà.